# Kostel Nanebevzetí Panny Marie (Česká Skalice)
Kostel Nanebevzetí Panny Marie se nachází v České Skalici. Za třicetileté války byl filiálním kostelem do Náchoda, farním je opět od roku 1663. Je chráněn jako kulturní památka České republiky.

## Historie kostela
Kaple na místě dnešního kostela se připomíná v roce 1350. Dnešní podobu získal kostel při přestavbě nákladem Anny Viktorie, vdovy po Vavřinci Piccolomini, která byla dokončena v roce 1725. Barokní věž byla postavena již roku 1715.

## Architektura
Kostel je jednolodní, s přilehlou věží, kaplí Božího hrobu a černou kaplí na severu a sakristií s oratoří na jihu.

## Interiér
Na hlavním oltáři z roku 1732 je pozoruhodné řezbářské dílo Nanebevzetí Panny Marie od Severina Tischlera z Moravské Třebové. Vzácnou památkou je cínová křtitelnice z roku 1490. Pod kostelem jsou hrobky rodu Straků z Nedabylic a majitele studnického panství Zikmunda Joachima Šmídla. Varhany z roku 1738 od Sebastiana Staudingera z Andělské Hory u Bruntálu mají původní skříň, ale jsou ve špatném stavu.

## Okolí
Kostel původně obklopoval hřbitov, na kterém se přestalo pohřbívat v roce 1863 a oficiálně zrušen byl v roce 1891. Ze hřbitova se zachovala hřbitovní zeď a umrlčí kaple z roku 1725. V roce 1919 byla ke kostelu přenesena z náměstí socha sv. Jana Nepomuckého z roku 1744 z Platzerovy dílny. V roce 1970 k ni přibyly dvě sochy sv. Donáta, arezského biskupa od Matyáše Brauna a socha sv. Floriána z roku 1766, pravděpodobně od Braunova následovníka, které byly původně umístěny v parku v Novém Dvoře u Velké Jesenice. U bočního vchodu do kostela je náhrobek Josefa Myslimíra Ludvíka.

## Bohoslužby
Bohoslužby se konají v pátek (18,00 hodin) a v neděli (10,00 hodin)